# Загориця-над-Камником
Загориця-над-Камником (словен. Zagorica nad Kamnikom) — поселення в общині Камник, Осреднєсловенський регіон, Словенія. Висота над рівнем моря: 434,7 м.